# G.I. Jane
G.I. Jane is een Amerikaanse actiefilm uit 1997 onder regie van Ridley Scott.

## Verhaal
Een vrouwelijke senator kan de Amerikaanse staatssecretaris van Marine overtuigen om de vrouwelijke officier Jordan O'Neill toe te laten tot een speciale eenheid van de zeemacht. Niemand gelooft dat Jordan het zware regime tijdens de opleiding zal doorstaan, maar zij is vastberaden om te slagen.

## Rolverdeling
| Acteur               | Personage          |
| -------------------- | ------------------ |
| Demi Moore           | Jordan O'Neill     |
| Viggo Mortensen      | John James Urgayle |
| Anne Bancroft        | Lilian DeHaven     |
| Jason Beghe          | Royce              |
| Daniel von Bargen    | Theodore Hayes     |
| John Michael Higgins | Chef-staf          |
| Kevin Gage           | Instructeur Pyro   |
| David Warshofsky     | Instructeur Johns  |
| David Vadim          | Cortez             |
| Morris Chestnut      | McCool             |
| Josh Hopkins         | Flea               |
| Jim Caviezel         | Slovnik            |
| Boyd Kestner         | Wickwire           |
| Angel David          | Newberry           |
| Stephen Ramsey       | Stamm              |